# Részmunkaidő
A munkaviszony keretében történő foglalkoztatás ellenkező megállapodás hiányában teljes munkaidőre jön létre, amely a Munka Törvénykönyve (Mt.) alapszabálya szerint napi nyolc óra. A felek (munkáltató és munkavállaló) ennél rövidebb napi munkaidőre is szerződést köthetnek, ekkor beszélünk részmunkaidős foglalkoztatásról.

## A részmunkaidő alapszabályai
A részmunkaidős foglalkoztatás az úgynevezett atipikus foglalkoztatási formák egyike a munkaerő-kölcsönzés, a távmunka, az egyszerűsített foglalkoztatás és az iskolaszövetkezeti diákfoglalkoztatás mellett. 
Részmunkaidőben csak akkor foglalkoztathat a munkáltató, ha ebben a munkavállalóval a munkaszerződésben külön megállapodik. A megállapodás a munkaidőt tartalmazhatja napi, heti vagy havi munkaidő meghatározásával is, melynek legkisebb mértéke nincs korlátozva, így az akár napi fél óra, heti négy óra vagy havi tíz óra is lehet.
Munkaidő-keretben történő foglalkoztatás esetén az alapszabály szerint a legrövidebb munkaidő napi négy óránál rövidebb nem lehet, ettől részmunkaidős foglalkoztatás esetén el lehet térni, de csak akkor, ha a felek ebben kifejezetten megállapodnak, azaz az eltérést rögzíteni kell a munkaszerződésben.
Munkabérre időarányosan jogosult, ha az arra való jogosultság a munkaidő mértékével összefügg. Időbérben tehát a napi, heti, havi munkaidejével arányosan jogosult díjazásra, és a bértételt a munkaszerződésben ennek megfelelően kell megállapítani. A legkisebb kötelező munkabér (minimálbér) és a szakképzett bérminimum szabályait ebben az esetben is alkalmazni kell, azaz legkisebb bérként legalább a minimálbérnek a részmunkaidővel arányos része fogja megilletni a munkavállalót (a havi minimálbér 1/174-ed részét kell megszorozni a havi óraszámmal).
Az egyenlő bánásmód követelményét is meg kell tartani, ami azt jelenti, hogy semmilyen, a többi munkavállaló számára biztosított munkáltatói juttatásból nem zárható ki munkavállaló azon az alapon, hogy őt „csak” részmunkaidőben foglalkoztatja a munkáltató.

## Jellemző alkalmazási területei
Amennyiben a munkáltatónál van olyan munkakör, amelyben a feladatok elvégezhetőségét nem akadályozza a rövidebb napi munkaidő vagy az, hogy egy feladatkör ellátására több személyt alkalmaznak, akkor vagy a munkavállaló(k) kérésére, vagy költség-optimalizálási céllal a munkáltatónak célszerű lehet a részmunkaidő alkalmazása.
2016-ban az EU átlagában a részmunkaidőben foglalkoztatottak aránya az összes foglalkoztatotthoz viszonyítva 18,9%. Ugyanez az arány a hölgyek között már 31,45%.  A részmunkaidős foglalkoztatás 1993 és 2016 között jelentősen nőtt Németországban, Írországban, Olaszországban és Ausztriában, míg Izlandon számottevően csökkent. Magyarországon a részmunkaidőben foglalkoztatottak aránya 2015-ben alig haladta meg a 6%-ot.
Technikai megoldások alapján elkülönül az un. jobsharing esete, amikor egy pozíciót több munkavállaló tölt be, és megosztják egymás között a hét napjait.
Szabályozás szempontjából speciális alkalmazási esete, ha a munkaszerződést kifejezetten (rendes munkaidőben) szombaton és vasárnap történő munkavégzésre kötik. Ez utóbbi esetben az Mt. alapszabályaitól annyiban lehet eltérni, hogy a heti pihenőnapnak nem kell vasárnapra esnie, így a vasárnapi munkavégzésre bérpótlékot sem kell fizetni.
Népszerű még a szellemi szabadfoglalkozásúak és a tanácsadók körében.

## Nehézségek az alkalmazásban
Munkavállalói oldalon hosszú távú tervezést igényel a részmunkaidős foglalkozásra történő életvitelszerű berendezkedés, mivel a befolyásolja a nyugellátás összegének  számítási módját.
A munkáltatók számára is okozhat nehézséget, illetve többletköltséget az, ha a több foglalkoztatott miatt több munkaállomást kell kialakítania (asztal, számítógép, telefon, internet-hozzáférés stb.), illetve több munkavállaló adminisztrációját kell elvégeztetni (bejelentés, bérszámfejtés, munkabér utalás stb.)